# کارن وگتمن
کارن وگتمن (انگلیسی: Karen Vogtmann؛ زادهٔ ۱۳ ژوئیهٔ ۱۹۴۹) دانشمند در زمینه نظریه گروه‌ها اهل ایالات متحده آمریکا است.